# La Voltorera
La Voltorera és una muntanya situada al municipi de la Cabra del Camp (Alt Camp), amb una elevació de 816 metres.